# Naoki Soma
Naoki Soma (født 19. juli 1971) er en japansk fodboldspiller.

## Japans fodboldlandshold
| Japans landshold | Japans landshold | Japans landshold |
| År               | Kmp              | Mål              |
| ---------------- | ---------------- | ---------------- |
| 1995             | 9                | 0                |
| 1996             | 13               | 2                |
| 1997             | 21               | 1                |
| 1998             | 10               | 1                |
| 1999             | 5                | 0                |
| Total            | 58               | 4                |